# Dixville Notch
Dixville Notch ist ein gemeindefreies Gebiet mit einer Siedlung in der Township Dixville im US-Bundesstaat New Hampshire. Die Township bildet zugleich einen Wahlkreis. In ihm waren im Jahr 2020 vier Einwohner gemeldet, seither ist die Zahl wieder angestiegen.
Bekannt ist Dixville Notch vor allem durch seine frühe Bekanntgabe der Ergebnisse der US-Präsidentschaftswahlen sowie auch der Vorwahlen. Diese werden jeweils um Mitternacht des Wahltages angesetzt und sind aufgrund der wenigen Wahlberechtigten im Wahlkreis nach wenigen Minuten vollständig ausgezählt.
Der Ort liegt etwa 30 km von der kanadischen Grenze entfernt und lebt vor allem vom Tourismus.

## Wahlen
Die wenigen Einwohner des Ortes wählen traditionell um Mitternacht, so dass kurz danach die Wahl geschlossen sowie das Ergebnis ausgezählt und veröffentlicht werden kann. Das Wahllokal befindet sich im Balsam Grand Resort Hotel. Zur Wahl 2012 wurde es renoviert, so dass auf eine rund zwei Kilometer entfernte Ski-Lodge ausgewichen werden musste. Die mit der Renovierung verbundene Hotelschließung erklärt auch die geringe Anzahl der Wähler, da sich viele woanders Arbeit suchten und wegzogen. Zum ersten Mal kam es im Jahr 2012 zu einem gleichen Stimmenanteil der Favoriten.
Wahlergebnisse
Die Gewinner der Präsidentschaftswahl sind jeweils gelb hinterlegt.
| Wahl | Stimmen gesamt | Kandidat Demokraten | Kandidat Republikaner |
| ---- | -------------- | ------------------- | --------------------- |
| 1992 | 30             | Bill Clinton: 2     | George H. W. Bush: 15 |
| 1996 | 28             | Bill Clinton: 8     | Bob Dole: 18          |
| 2000 | 27             | Al Gore: 6          | George W. Bush: 21    |
| 2004 | 26             | John Kerry: 7       | George W. Bush: 19    |
| 2008 | 21             | Barack Obama: 15    | John McCain: 6        |
| 2012 | 10             | Barack Obama: 5     | Mitt Romney: 5        |
| 2016 | 8              | Hillary Clinton: 4  | Donald Trump: 2       |
| 2020 | 5              | Joe Biden: 5        | Donald Trump: 0       |
| 2024 | 6              | Kamala Harris: 3    | Donald Trump: 3       |